# Casalromano
Casalromano (Casarimà in dialetto alto mantovano) è un comune italiano di 1 500 abitanti della provincia di Mantova in Lombardia. È il paese più occidentale della provincia, distante circa 42 chilometri a ovest dal capoluogo e fa parte dei comuni dell'Alto Mantovano.

## Geografia fisica

### Territorio
Il territorio del comune è compreso tra i 31 e i 42 m sul livello del mare.
L'escursione altimetrica complessiva è di 11 metri.

## Origini del nome
Il nome di Casalromano deriva da casale e dal nome proprio di Romano.

## Storia
In territorio comunale sono documentati già insediamenti palafittonici dal Neolitico. Le prime ricerche, commissionate dal cavaliere Giacomo Locatelli, vengono svolte già dall'Ottocento e dimostrano quanto il territorio mantovano sia ricco di testimonianze del passato. Appartiene alla fase intermedia fra Neoltico ed età del bronzo, una tomba nella località di Fontanella Grazioli che risale al II millennio a.C., attribuita alla cultura di Remedello. Nel settembre 2023, durante alcuni scavi nella zona, è riemersa una necropoli di tarda età del ferro dove erano stanziati i Cenomani.

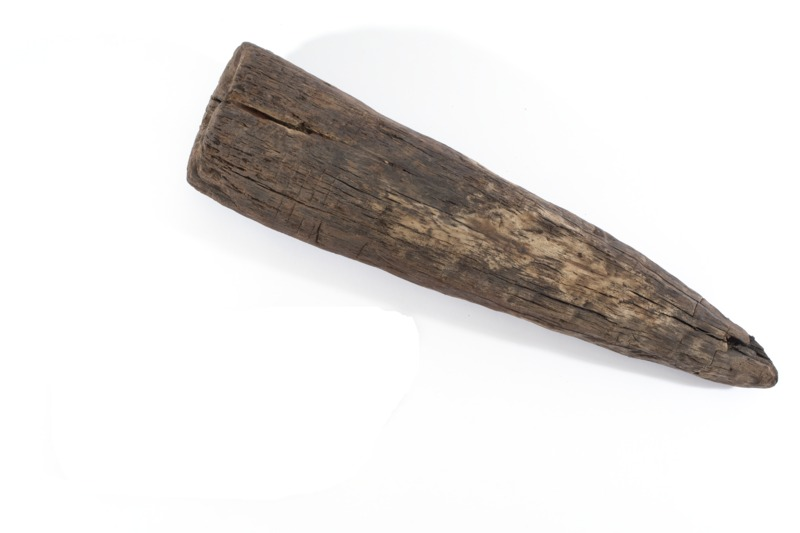
Punta di palo lunga 64 cm proveniente dall'insediamento palafitticolo di Casalromano

La Casalromano medievale è stata menzionata in un documento del 1009, da cui risulta che la città godeva di considerevole autonomia elevata, come era di consuetudine nel territorio Bresciano. Ciò risultà più chiaro nelle fonti degli anni 1366-1368 in cui un certo Umaldino de Azii e un Vivaldino de Rizi compaiono come Consulis Cummunis et hominum terrae de Casalirumano. Esiste anche un Guglielmino de Salis come Notarius et procurator nomine et etiam sindicus et sindacario nomine comunis et hominum terrae de Casalirumano. 
Dal 1335, al tempo di Luigi Gonzaga, primo capitano perpetuo di Mantova, Casalromano insieme a Fontanella e altre località della regione, entrò nell'orbita di Mantova, per proteggersi da alcune controversie con Brescia. Poco dopo entrò quindi a far parte del territorio mantovano. Come base servì lo Statuto Alessandrino, che risale al signore di Casalromano, Alessandro Gonzaga, e fu creato nel 1451. I conflitti tra i rami dei Gonzaga causarono ripetutamente controversie legali nella regione. 
Con la fine dei Gonzaga, nel 1708, la comunità passò nella Lombardia austriaca, ma fu coinvolta anche nella guerra di successione spagnola con l'imposizione di contributi forzati e prelievi.
Nel 1785, Casalromano e Fontanella furono aggregati al comune di Canneto, sede di pretura, nonostante la resistenza della comunità. Questo avvenne durante l'annessione dell'Austria. La frazione a quel tempo contava 804 abitanti, compresi i 370 di Fontanella.
Nel 1790, Casalromano ottenne l’autonomia dopo la conquista dell'Italia di Napoleone. Tuttavia, già nel 1796, l’amministrazione austriaca riprese il controllo del paese e attribuì anche la frazione di Fontanella.
Gli austriaci durante la seconda guerra di indipendenza furono scacciati e il paese viene annesso alla provincia di Brescia.
Il sacerdote don Bartolomeo Grazioli, nato il 25 settembre 1804 a Fontanella (in suo onore il vicino paese di Fontanella Mantovana fu poi ribattezzato "Fontanella Grazioli"), fu uno dei liberali imprigionati dal governo austriaco nel 1852. Egli fu rinchiuso nel castello di San Giorgio di Mantova insieme a Tito Speri e Carlo Montanari e giustiziato il 3 marzo 1853. Le richieste di clemenza da parte della congregazione di Verona e quelle a Vienna furono respinte. Dopo la fine del dominio austriaco le sue reliquie furono distribuite tra i due paesi.
Durante quel periodo, venne liberata Mantova durante la terza guerra d'indipendenza Italiana. quindi, con una votazione popolare nel 1868, i cittadini decisero di tornare nella provincia di Mantova.

### Simboli
Lo stemma municipale è stato concesso con regio decreto del 21 giugno 1934 e rappresenta simbolicamente la struttura di un accampamento romano.
Il gonfalone, concesso con DPR del 5 dicembre 1984, è un drappo di azzurro.

## Monumenti e luoghi d'interesse

### Parrocchiale di San Giovanni Apostolo ed Evangelista
La chiesa parrocchiale, dedicata a San Giovanni Apostolo ed Evangelista, in stile settecentesca fu eretta nel 1755 e sistemata 20 anni dopo, è armonica, imponente, con una bella facciata a due ordini. L'interno, con altari in marmo, ricchi di intarsi, è raccolto a accogliente. una delle chiese più antiche, come confermato da un affresco del Cinquecento raffigurante la Madonna,  La facciata della chiesa risale al XVIII secolo.
Si ritiene che l’epoca della costruzione coincida con quella delle tavolette sui misteri del rosario, scoperte vicino all’altare della Vergine. All’ingresso c’erano anche quattro statue in legno d’olivo pregiato dorate, anche se adesso sono custodite nell’episcopio di Mantova.
Dopo i restauri del 1923, l'edificio e il campanile sono stati oggetto di un nuovo intervento nel 1989. Già nel 1987 era stata rifatta la scalinata in marmo, insieme ad altri lavori.

### Santuario della Malongola

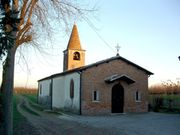
Santuario della Malongola

La più rinomata delle chiese della frazione di Fontanella, per devozione e arte, è il santuario della Madonna della Malongola, la cui costruzione iniziò verso la fine del Duecento. Pregevoli gli affreschi datati 1392. Il vescovo Caporello l'ha indicata come "stazione" per il Giubileo del 2000.

### Parrocchiale di San Bartolomeo apostolo

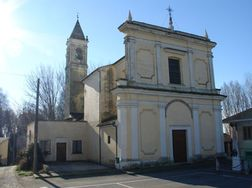
San Bartolomeo Apostolo

La seconda chiesa, per importanza, è quella parrocchiale, dedicata a San Bartolomeo apostolo. Costruita intorno al 1195, fu demolita nel 1751 e al suo posto edificata l'odierna. Possiede un organo realizzato dagli Amati di Pavia (1790). Il monumentale altare maggiore reca la data del 5 settembre 1623.
La parrocchia di Fontanella ricevette, fra le tante, la visita di due santi vescovi: san Carlo Borromeo, che istituì la Confraternita del Santissimo Sacramento e il Triduo dei Morti, e san Pio X, allora vescovo di Mantova, in visita nel 1886. Di lui si conservano una pianeta bianca e alcune lettere autografe.

## Società

### Evoluzione demografica
Abitanti censiti

## Economia
Dopo l’uscita di una pesante crisi negli anni '60, molti giovani delle attività agricole vicine si sono trasferiti altrove. Solo in seguito il paese ha avviato uno sviluppo di artigianato e industria. La Davide e Luigi Volpi produce macchinari agricoli, come irroratrici e solfatrici, già dal secolo scorso. Negli anni '60, l’azienda aveva già una quarantina di dipendenti e operai, anche se la metà dei lavoratori si trasferì a Casalromano dalle aree milanesi. L’economia collabora e influenza anche i paesi vicini di Castel Goffredo e Canneto sull’Oglio.
Nel paese di Canneto sull’Oglio, l’agricoltura e la vivaistica hanno fatto grandi progressi negli ultimi tempi, migliorando sempre seguendo le orme della tradizione che accompagna i due paesi fin dai loro esordi.
In agricoltura, il comune coltiva frumento, granoturco ed erba medica, e dispone di una rete di stalle di medie dimensioni. In ambito di allevamenti, il paese ha bovini da latte e carne.
Il paese possiede anche scuole elementari e asilo per i bambini dei cittadini.

### Ferrovie e tranvie
La stazione ferroviaria più vicina è quella di Asola posta lungo la ferrovia Parma-Brescia.
Tra il 1929 e il 1955, il territorio comunale era servito dalla linea tranviaria Cremona-Asola, gestita in ultimo dalla società Tramvie Provinciali Cremonesi.. Erano presenti due stazioni: una a servizio dell'abitato principale e l'altra della frazione di Fontanella Grazioli. Entrambi gli scali erano dotati di binario di raddoppio e di fabbricato viaggiatori.